# Порфірини

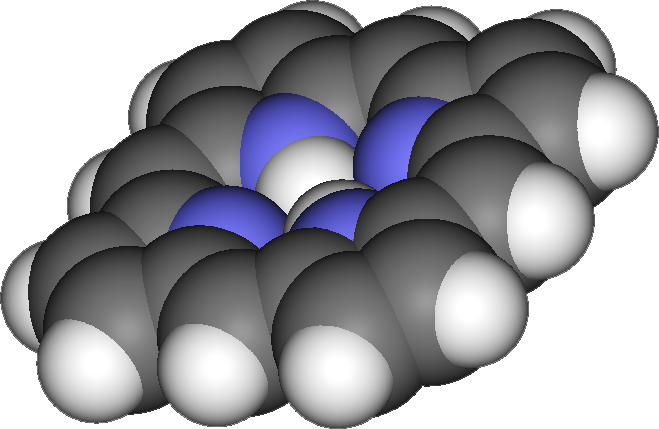
Тривимірна модель порфіринової молекули

Порфіри́ни — поширені в природі пігменти; гетероциклічні сполуки, побудовані з чотирьох кілець піролу. В організмах синтезуються з порфобіліногену. Порфірини утворюють комплекси з іонами багатьох металів наприклад Mg, Fe, Zn, Ni, Co, Cu, Ag. Найбільш біологічно важливі комплекси порфіринів з іонами Fe та Mg, а саме: хлорофіли — Mg-порфіринові комплекси; геми — Fe-порфіринові комплекси, що входять до складу гемоглобіну, міоглобіну, цитохромів, ферментів каталази та пероксидази. Порфірини виявлені також у продуктах екскреції тварин (уропорфірини, копропорфірини), в шкаралупі пташиних яєць, оперенні птахів, мушлях молюсків, а також у нафті, бітумах та викопних органічних рештках. Абіогенне утворення порфіринів пов'язують з шляхами хімічної еволюції.